# 楽浪韓氏
楽浪韓氏（らくろうかんし、ナンナンハンし、朝鮮語: 낙랑한씨）は、前漢の武帝が紀元前108年に朝鮮半島に設置した植民地である漢四郡で勢力を張った漢人豪族。楽浪郡の住民は楽浪王氏が多く、楽浪韓氏がこれに次ぎ、この2氏でかなりの率を占めていた。
北魏の皇族である安楽王の第三子の妃は、楽浪郡遂城県出身の楽浪韓氏である（韓麒麟の外孫）。全徳在（朝鮮語: 전덕재、檀国大学）は、『新撰姓氏録』未定雑姓右京に登場する「高麗國 帶方國主」と伝えられる韓法史（朝明氏の祖）は、公孫氏が204年に朝鮮半島に設置した植民地である帯方郡で勢力を張った漢人豪族・楽浪韓氏の出自であり、314年頃に高句麗が楽浪郡・帯方郡を滅ぼした後、高句麗に吸収された楽浪韓氏の子孫とみて間違いない、と指摘している。

## 概要
三上次男は、楽浪郡・帯方郡の古墳から出土する印章、漆器、塼、封泥などの銘文に記された姓をもとに、楽浪郡・帯方郡における漢人豪族の状況・変化を考察している。
1. 楽浪王氏と楽浪韓氏は、楽浪郡存立時期および楽浪郡滅亡後も続いた豪族であり、楽浪郡滅亡後も楽浪郡・帯方郡の故地に住み続け、その勢力は続いている。
2. 楽浪王氏と楽浪韓氏以外の豪族は、楽浪郡前期から帯方郡分置までの時期の銘文にみられる楽浪程氏・楽浪張氏・楽浪田氏・楽浪高氏、楽浪郡後期・帯方郡分置から楽浪郡・帯方郡滅亡までの時期の銘文にみられる楽浪呉氏・楽浪貫氏・楽浪杜氏、楽浪郡滅亡後の後楽浪期・帯方郡滅亡以後の銘文にみられる楽浪孫氏・楽浪佟氏があるが、楽浪王氏・楽浪韓氏に比べると銘文の出現頻度が低い。
3. 楽浪郡前期の銘文にみられる楽浪王氏・楽浪韓氏・楽浪程氏・楽浪張氏・楽浪田氏・楽浪高氏の銘文資料はいずれも大同江南側地域の木槨墓から出土しており、楽浪郡朝鮮県、あるいはそれに近い県を本貫にしている。
4. 楽浪郡後期になると楽浪王氏・楽浪韓氏の姓の銘文が、黄海南道信川郡や黄海北道鳳山郡で出土しており、楽浪王氏・楽浪韓氏は楽浪郡から帯方郡に本貫を移した。
5. 楽浪郡滅亡後の後楽浪期になると、平壌地域に楽浪王氏・楽浪韓氏の銘文はみられなくなり、変わって新興姓である楽浪佟氏が出現する。一方、黄海道地域では楽浪郡前期同様、楽浪王氏・楽浪韓氏が優勢である。

考古学的知見
（4）について.3世紀前葉まで平壌地域に集中分布していた穹窿式塼天井塼室墓が、3世紀中葉以後は黄海道地域を中心に造営される現象と符合する。また、3世紀末から4世紀中葉の塼天井塼室墓の可能性が高い黄海南道信川郡福隅里古墳4号墳から「韓氏造塼」銘塼が、5号墳からは「建始元季韓氏造塼」銘塼が出土し、楽浪韓氏によって造営された古墳の存在が確認され、三上次男の主張が考古学的に裏付けられる。関連して、楽浪王氏・楽浪韓氏のような楽浪郡在地の土着化した豪族が穹窿式塼天井塼室墓を造営していたことが窺える。